# Communauté de communes Rhône Cèze Languedoc
Die Communauté de communes Rhône Cèze Languedoc ist ein ehemaliger französischer Gemeindeverband (Communauté de communes) im Département Gard und der Region Languedoc-Roussillon. Er wurde am 18. Dezember 2002 gegründet.

## Mitglieder
- Bagnols-sur-Cèze 18506 Einw.
- Laudun-l’Ardoise 5388 Einw.
- Pont-Saint-Esprit 10046 Einw.
- Sabran 1737 Einw.
- Saint-Alexandre 978 Einw.
- Saint-Étienne-des-Sorts 505 Einw.
- Saint-Geniès-de-Comolas 1582 Einw.
- Saint-Nazaire 1159 Einw.
- Saint-Victor-la-Coste 1524 Einw.

## Quelle
- Le SPLAF - (Website zur Bevölkerung und Verwaltungsgrenzen in Frankreich (frz.))